# Encalypta serbica
Encalypta serbica är en bladmossart som beskrevs av Accepted name, Hedwigia. Encalypta serbica ingår i släktet klockmossor, och familjen Encalyptaceae. Inga underarter finns listade i Catalogue of Life.